# 丘季尼夫齊
49°32′58″N 27°48′59″E / 49.54944°N 27.81639°E
丘季尼夫齊（烏克蘭語：Чудинівці），是烏克蘭的村落，位於該國西南部文尼察州，由赫梅利尼克區負責管轄，始建於1780年，面積1.7平方公里，海拔高度270米，2001年人口258，人口密度每平方公里151.76人。